# Вікторіявіль
Вікторіяві́ль або ж Вікторіаві́ль (фр. Victoriaville) — місто у провінції Квебек (Канада), частина регіонального муніципалітету Атабаска. Розташоване у адміністративному регіоні Центр Квебеку.
Місто засновано 18 травня 1861 і названо на честь королеви Вікторії.

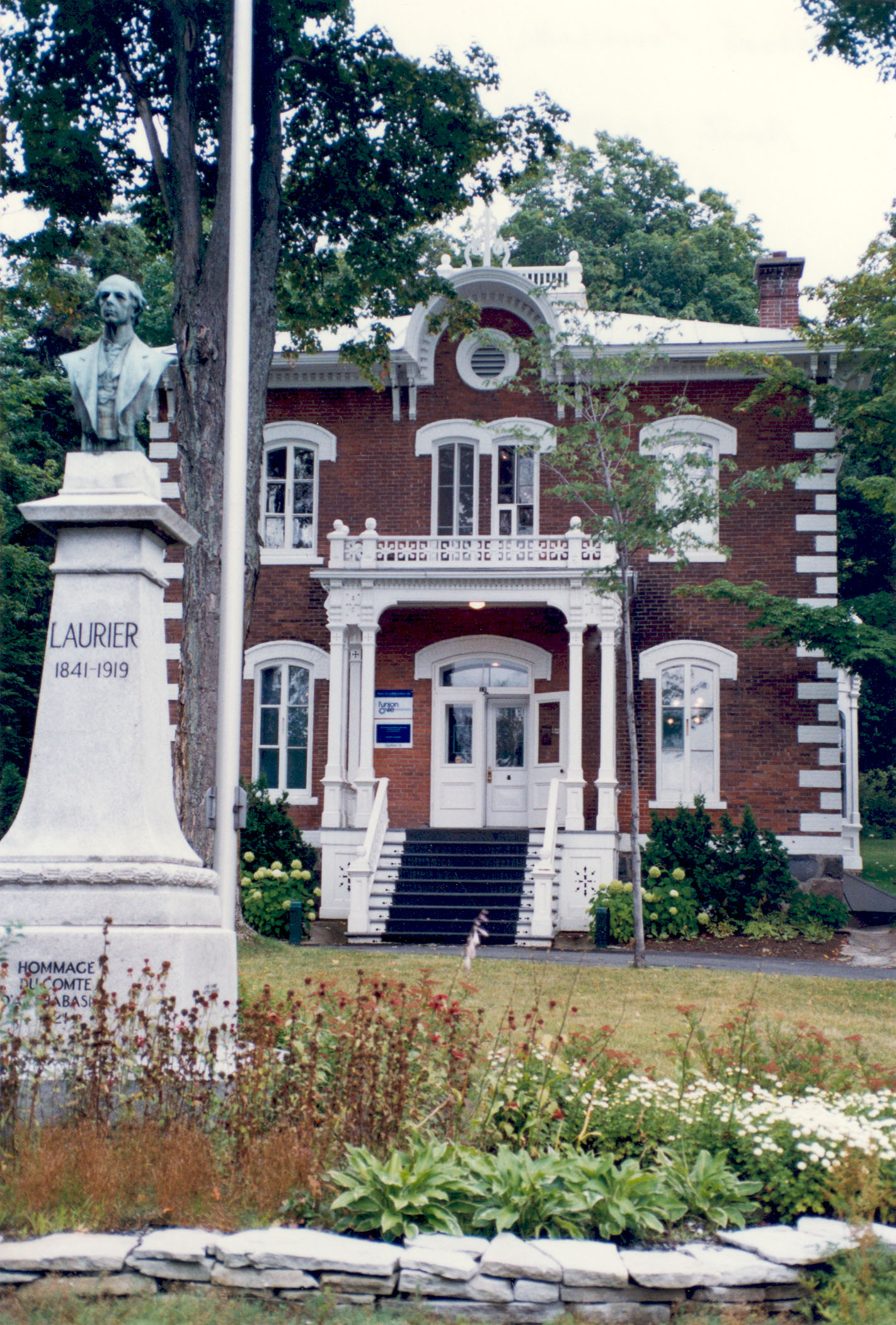
Музей Вільфреда Лор'є у Вікторіявілі

 У місті жив і працював адвокатом Вільфред Лор'є, один з найвидатніших прем'єр-міністрів Канади. У його колишньому будинку діє Музей Лор'є (фр. Musée Laurier).